# جون ووكر (مصمم مطبوعات)
جون ووكر (بالفرنسية: John Henry Walker) (و. 1831 – 1899 م) هو مصمم مطبوعات كندي، توفي عن عمر يناهز 68 عاماً.

## معرض صور

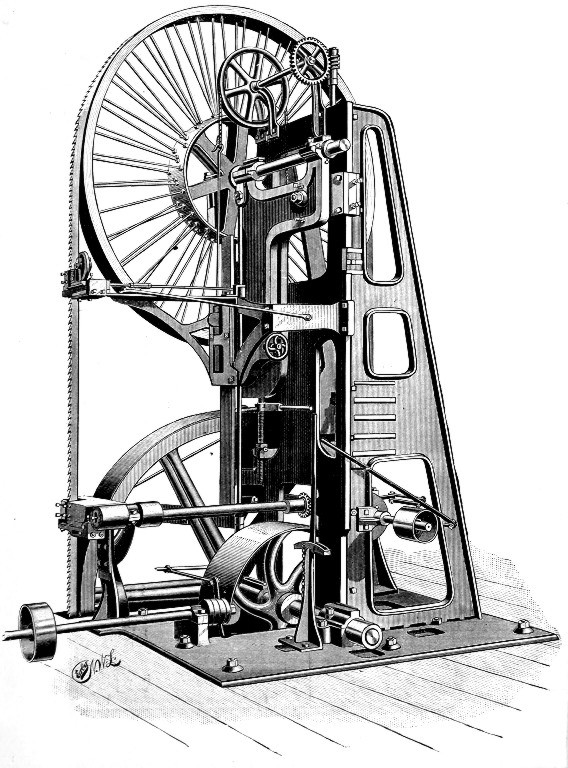
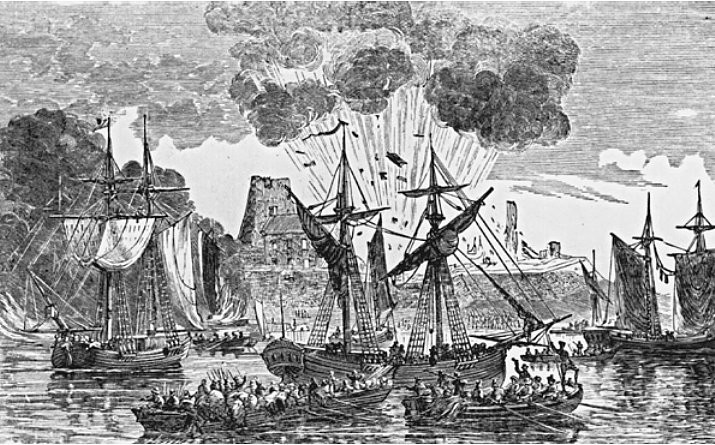
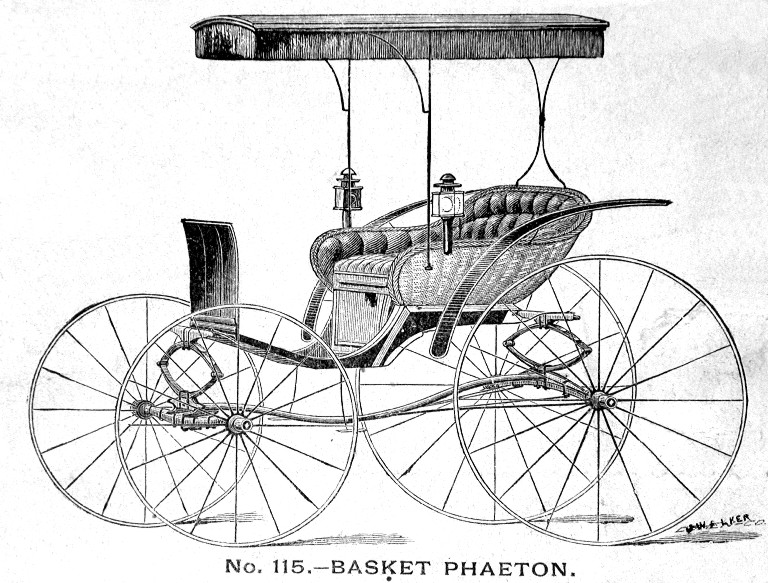